# Řimovice
Řimovice település Csehországban, a Benešovi járásban. Řimovice Rataje, Pavlovice, Vlašim és Zdislavice településekkel határos. Lakosainak száma 237 fő (2024. január 1.).

## Népesség
A település lakosságának változását az alábbi diagram mutatja:
| Lakosok száma | 202  | 210  | 191  | 175  | 151  | 209  | 216  | 226  | 226  | 237  |
|               | 1869 | 1900 | 1921 | 1961 | 1980 | 2011 | 2016 | 2019 | 2021 | 2024 |